# Platyhypnidium brotheri
Platyhypnidium brotheri là một loài Rêu trong họ Brachytheciaceae. Loài này được (Paris) Wijk & Margad. miêu tả khoa học đầu tiên năm 1960.